# عبدالحمید مینوچهر
عبدالحمید مینوچهر (۱۶ خرداد ۱۳۴۱ – ۲۳ خرداد ۱۴۰۴)، فیزیک‌دان هسته‌ای ایرانی بود که در جریان حملات ۱۴۰۴ اسرائیل به ایران به همراه خانواده‌اش کشته شد. وی رئیس دانشکده مهندسی هسته‌ای دانشگاه شهید بهشتی بود.

## زندگی
او پس از پایان تحصیلات خود در رشتهٔ مهندسی هسته‌ای و دریافت مدرک دکترا از دانشگاه مسکو، به عضویت هیئت علمی در دانشگاه شهید بهشتی درآمد. گرایش تخصصی او رآکتور بود و همچنین در حوزه‌های شبیه‌سازی هسته‌ای و طراحی سوخت‌های پیشرفته هسته‌ای فعال بود. مینوچهر پژوهش‌های گسترده‌ای در زمینهٔ افزایش بهره‌وری و ایمنی نیروگاه‌های هسته‌ای انجام داده بود. او برای مدتی رئیس دانشکده مهندسی هسته‌ای دانشگاه شهید بهشتی را برعهده داشت.
او همچنین سردبیر نشریه الکترونیکی فناوری و انرژی هسته‌ای بود.

## دیدگاه‌ها
در سال ۱۳۸۲، مینوچهر، مخالفت خود را با پذیرش قطعنامه شورای حکام و پروتکل الحاقی اعلام کرد و آن را ناقض حاکمیت ملی دانست. او خواسته‌های آژانس، مانند دسترسی نامحدود به تأسیسات هسته‌ای و ارائه گزارش‌های دقیق را تحقیرآمیز توصیف کرد و هشدار داد که این مسیر به فشارهای بیشتر و تضعیف استقلال کشور می‌انجامد. او همچنین خواستار خروج ایران از آژانس شد و تأکید کرد که پذیرش این روند به معنای پذیرش شکست است. به باور او، علم هسته‌ای با قدرت اقتصادی و سیاسی گره خورده و بدون حمایت نظامی، توسعه صنعتی کشور پایدار نخواهد بود.

## ترور
در جریان حملات ۱۴۰۴ اسرائیل به ایران، خانه مینوچهر مورد حمله قرار گرفت و وی به همراه خانواده‌اش کشته شد. جسد او طی مراسمی در امامزاده صالح تهران دفن گردید.